# Saskia Pronk
Saskia Pronk (6 augustus 1983) is een Nederlands rolstoelbasketbalster.
Pronk Kwalificeerde zich met het Nederlandse team in oktober 2011 tijdens het Europees Kampioenschap Basketbal in Israël voor de Paralympische Zomerspelen 2012 in Londen. Bij de Paralympische Zomerspelen 2020 in Tokio behaalde ze met het Nederlands basketbal team een gouden medaille.
In het dagelijks leven is Pronk administratief medewerkster. Ze woont in Julianadorp.

## Erelijst
- 2009 - EK - zilver
- 2011 - EK - zilver
- 2021 - Paralympische Zomerspelen - goud